# Eric Edgar Cooke
Eric Edgar Cooke (ur. 25 lutego 1931 w Perth, zm. 26 października 1964 w Fremantle) – australijski seryjny morderca i włamywacz zwany Potworem z Nedlands. Od 1959 do 1963 roku zamordował w Perth osiem osób.

## Życiorys
Eric urodził się w 1931 roku. Miał rozszczep podniebienia, przez co był prześladowany przez inne dzieci. Po przebytej operacji miał stale problemy z mówieniem. Ojciec Erica, który był alkoholikiem, często znęcał się nad rodziną, a szczególnie nad synem. Eric był wielokrotnie odbierany rodzicom przez opiekę społeczną i umieszczany w domach dziecka, jednak po pewnym czasie zawsze był oddawany do rodzinnego domu, gdzie spotykała go przemoc. Eric był niezdarny i często ulegał wypadkom, przez co był wielokrotnie hospitalizowany. Gdy miał 14 lat, porzucił szkołę i zatrudnił się jako dostawca w sklepie. Tygodniówkę zawsze oddawał matce, gdyż ojciec przepijał wszystkie zarobione pieniądze. Od 17 roku życia zaczął się dopuszczać drobnych przestępstw. Gdy nie przyjęto go do kościelnego chóru, podpalił kościół za co trafił na 18 miesięcy do więzienia. Po wyjściu z więzienia zaczął włamywać się do domów. W maju 1949 roku trafił za to do więzienia. Gdy opuścił zaciągnął się do armii, ale po kilku miesiącach został z niej wydalony za zatajenie swojej kryminalnej przeszłości. Jakiś czas później, Eric wziął ślub i miał siedmioro dzieci; pracował jako kierowca ciężarówki.

## Morderstwa
Pierwszego morderstwa Cooke dokonał w 1959 roku. Przyłapany przez kobietę na włamaniu, zasztyletował ją. 27 stycznia 1963 roku Eric zaczepił siedzącą w samochodzie parę. Mężczyzna z auta rzucił w Cooke'a butelką, by go przegonić. Wściekły Eric zastrzelił go, a towarzyszącą mu dziewczynę zranił w nadgarstek. Tego wieczora zastrzelił jeszcze dwie przypadkowo napotkane osoby. Od tego momentu wpadł w szał zabijania. Włamywał się do domów i atakował domowników, przejeżdżał kradzionymi samochodami przypadkowych przechodniów oraz strzelał do ludzi. Został schwytany w 1963 roku po tym, jak znaleziono należącą do niego broń.
| Lp. | Ofiara            | Wiek | Data             |
| --- | ----------------- | ---- | ---------------- |
| 1.  | Patricia Berkman  | 33   | 29 stycznia 1959 |
| 2.  | Jillian Brewer    | 23   | 19 grudnia 1959  |
| 3.  | Brian Weir        | 29   | 27 stycznia 1963 |
| 4.  | John Sturkey      | 19   | 27 stycznia 1963 |
| 5.  | George Walmsley   | 54   | 27 stycznia 1963 |
| 6.  | Rosemary Anderson | 17   | 10 lutego 1963   |
| 7.  | Constance Madrill | 24   | 16 lutego 1963   |
| 8.  | Shirley McLeod    | 18   | 10 sierpnia 1963 |

## Wyrok i egzekucja
28 listopada 1963 roku, Eric Cooke został uznany za winnego morderstw i skazany na karę śmierci przez powieszenie. Sir Albert Wolff – sędzia prowadzący jego rozprawę, nazwał Cooke'a „nikczemnikiem pozbawionym wszelkich skrupułów”.
Przed egzekucją Cooke przyznał się do dwóch innych morderstw, za które zostali skazani dwaj niewinni mężczyźni. Erica Edgara Cooke'a powieszono 26 października 1964 roku.

## Niewinni
Dwaj Australijczycy zostali uznani w latach 50. i 60. za winnych morderstw, które później przypisano Ericowi:
- Darryl Beamish – został uznany w 1961 roku za winnego morderstwa zamożnej kobiety Jillian Brewer w Melbourne, za co odsiedział 15 lat w więzieniu, mimo przyznania się Cooke'a w 1963 roku. Oficjalnie został oczyszczony z zarzutów w 2005 roku.
- John Button – został uznany za winnego morderstwa swojej dziewczyny Rosemary Anderson, za co odsiedział 5 lat w więzieniu. Wyszedł z więzienia po przyznaniu się do zbrodni Cooke'a. W 2002 roku został oficjalnie oczyszczony z zarzutów.